# Colin Calderwood
Colin Calderwood (Stranraer, Escocia, 20 de enero de 1965) es un exfutbolista y entrenador escocés. Actualmente es asistente técnico de Ivan Jurić en el Southampton Football Club de la Premier League de Inglaterra.
Como jugador se desempeñó de defensa y militó solamente en diversos clubes de Inglaterra, hasta su retiro en 2001.

## Clubes

### Como jugador
| Club                  | País       | Año         |
| --------------------- | ---------- | ----------- |
| Mansfield Town        | Inglaterra | 1982 - 1985 |
| Swindon Town          | Inglaterra | 1985 - 1993 |
| Tottenham Hotspur     | Inglaterra | 1993 - 1999 |
| Aston Villa           | Inglaterra | 1999 - 2000 |
| Nottingham Forest     | Inglaterra | 2000 - 2001 |
| Notts County (cedido) | Inglaterra | 2001        |

### Como entrenador
| Club                               | País       | Año        |
| ---------------------------------- | ---------- | ---------- |
| Northampton Town                   | Inglaterra | 2003-2006  |
| Nottingham Forest                  | Inglaterra | 2006-2008  |
| Newcastle United (Asistente)       | Inglaterra | 2009-2010  |
| Hibernian                          | Escocia    | 2010-2011  |
| Birmingham City (Asistente)        | Inglaterra | 2011-2012  |
| Norwich City (Asistente)           | Inglaterra | 2012-2014  |
| Brighton & Hove Albion (Asistente) | Inglaterra | 2015-2016  |
| Aston Villa (Asistente)            | Inglaterra | 2016-2018  |
| Cambridge United                   | Inglaterra | 2018- Act. |

## Selección nacional
Ha sido internacional con la selección de fútbol de Escocia; donde jugó 36 partidos internacionales y ha anotado solo 1 gol por dicho seleccionado. Incluso participó con su selección, en una Copa Mundial. La única Copa del Mundo en que Calderwood participó, fue en la edición de Francia 1998, donde su selección quedó eliminado, en la primera fase de ese mundial. 2 años antes de disputar el Mundial de Francia, Calderwood disputó la Eurocopa de Inglaterra 1996, donde su selección quedó eliminado en la primera fase, etapa en que la selección escocesa, compartió grupo con los dueños de casa, que además son sus más importantes vecinos en el Reino Unido.